# Anastassija Sergejewna Sawina
Anastassija Sawina (russisch Анастасия Сергеевна Савина, bei FIDE und Deutschem Schachbund: Anastasia Savina; * 18. März 1992 in Moskau) ist eine russisch-französische Schachspielerin und seit 2010 Großmeisterin der Frauen (WGM). 2011 erhielt sie den FIDE-Titel Internationaler Meister (IM).

## Schachlicher Werdegang
Anastassija Sawina vertrat Russland bei Weltmeisterschaften und Europameisterschaften der weiblichen Jugend in verschiedenen Altersklassen. Hierbei gewann sie zwei Medaillen. Sie war geteilte Zweite hinter Marija Musytschuk bei der Europameisterschaft der Mädchen U10 in Peñíscola 2002. Außerdem erreichte sie hinter Nasi Paikidse ebenfalls einen geteilten zweiten Platz bei der Europameisterschaft der Mädchen U16 in Herceg Novi 2008.
Die Normen für den Titel Großmeister der Frauen erfüllte sie 2008 und 2009 bei zwei Turnieren in Moskau und einem Turnier in Serpuchow. Die Normen für den IM erfüllte sie zwischen 2009 und 2011 bei Turnieren in Serpuchow, Moskau, Rijeka und Tiflis.
2009 beim IM-Turnier in Moskau holte sie 4,5 Punkte aus neun Partien. 2009 bei der Jugend-Weltmeisterschaft U18 weiblich in Antalya erreichte sie mit 8 aus 11 einen geteilten dritten Platz. Beim GM-Turnier 2011 in Antwerpen holte sie 3,5 Punkte aus 9 Partien und war zweitbeste Dame hinter Elisabeth Pähtz.

## Mannschaftsschach
Sawina nahm 2010 an der Schacholympiade der Frauen mit Russlands zweiter Mannschaft teil.
In der russischen Mannschaftsmeisterschaft der Frauen spielte sie 2010 und 2011 für die Mannschaft von AWS Krasnoturjinsk, mit der sie auch 2010 am European Club Cup der Frauen teilnahm, seit 2012 spielt sie für SchSM-RGSU Moskau, mit dem sie zweimal am European Club Cup der Frauen teilnahm.
In der deutschen Frauenbundesliga spielt sie seit 2010 für den SC Bad Königshofen, mit dem sie 2014, 2019 und 2021 die deutsche Mannschaftsmeisterschaft der Frauen gewann und 2014 auch am European Club Cup der Frauen teilnahm, in der britischen Four Nations Chess League spielte sie in der Saison 2012/13 für Jutes of Kent. In der französischen Top 12 spielt sie seit der Saison 2014/15 für Vandœuvre-Echecs, in der luxemburgischen Division nationale seit der Saison 2015/16 für Esch Rochade Reine und in der belgischen Interclubs seit der Saison 2016/17 für den KSK Rochade Eupen-Kelmis.